# Kriminal

Kriminal est une série de bande dessinée italienne, dessinée par Magnus et scénarisée par Max Bunker, publiée entre 1964 et 1976. Le personnage et la série ont parfois été rebaptisés Krimi dans certaines éditions françaises.

## Personnage
Inspiré de Diabolik — qui est lui-même inspiré de Fantômas — Kriminal est un criminel portant un masque et une combinaison de squelette. Inspiré par la revanche contre les criminels qui ont poussé son père à se tuer, Kriminal devient ensuite un cambrioleur que l'inspecteur Milton tente continuellement d'arrêter. Kriminal a pour complice l'ex-femme de Milton.

## Commentaires
La série se distingue par une violence extrême pour l'époque — Kriminal se montrant un assassin parfois sadique — et un érotisme certain. La censure italienne sévit plusieurs fois à l'encontre de l'éditeur. Au fil des épisodes, de criminel implacable, le personnage devient plus proche d'un héros tel qu'Arsène Lupin.

## Films
Deux films, Kriminal et Le Retour de Kriminal, furent tournés en 1966 et 1967, réalisés par Umberto Lenzi et par Fernando Cerchio. L'acteur néerlandais Glenn Saxson interprétait le rôle-titre.
Kriminal y est un génie du mal rampant, grimpant les façades d’immeuble la nuit, souple et félin. Lenzi a su capter cette image inquiétante. Tout en gardant l’aspect fun et détaché de la bande dessinée, il dynamise le récit en apportant quelques petites touches d’humour bienvenues. Il se révèle cruel, parfois, mais pour mieux s’ingénier à brouiller les pistes. Quelques personnages un peu retors (dont Dante Posani, qui œuvra pour Jess Franco dans Lucky l’intrépide) donneront matière à déceler une certaine marque de fabrique chez Umberto Lenzi ainsi que le goût de la tromperie (un mannequin pris pour un humain qui rappelle le subterfuge utilisé dans Spasmo).